# Анна Мария Ангальтская
Анна Мария Ангальтская (нем. Anna Maria von Anhalt; 13 июня 1561, Цербст — 14 ноября 1605, Бжег) — немецкая принцесса из Ангальтской линии династии Асканиев, жена князя Бжега и Легницы Иоахима Фридриха.

## Биография
Анна Мария была старшей дочерью князя Ангальта Иоахима Эрнста от первого брака с Агнессой Барби-Мюлинген.
В 1570 году девятилетняя Анна Мария сменила свою тетю по отцовской линии Елизавету Ангальтскую в качестве аббатисы имперского аббатства Святого Кириака в Гернроде. Однако это владение носило номинальный характер: в действительности территория аббатства была включена в состав княжества Ангальт, а её отец был «администратором» и обладателем голоса Гернроде в Рейхстаге.
В 1577 году Анна Мария была освобождена от должности настоятельницы, чтобы выйти замуж за Иоахима Фридриха, старшего сына и наследника князя Бжегского Георга II. Свадьба состоялась в Бжеге 19 мая того же года. Её преемницей на посту настоятельницы стала младшая сестра Сибилла.
Князь Георг II умер в 1586 году, и ему наследовали его сыновья, но только в Олаве и Волуве, потому что Бжег был отдан в приданое его жене Барбаре Бранденбургской. Анна Мария и её муж поселились в Олаве. Только три года спустя, в 1589 году, Анна Мария родила первого из шести детей, которых она произвела на свет во время своего брака.
После смерти своего младшего бездетного брата Иоанна Георга 6 июля 1592 года, Иоахим Фридрих стал единственным правителем Волувского княжества, а Олава стала вдовьим уделом Анны Вюртембергской, вдовы князя Иоганна Георга. Но 24 октября 1594 года Анна Вюртембергская вторично вышла замуж за князя Фридриха IV Легницкого и лишилась своего вдовьего удела (Олава), который перешёл к Иоахиму Фридриху. Спустя два месяца, 2 января 1595 года после смерти своей матери, вдовствующей княгини Барбары Бранденбургской, Иоахим Фридрих соединил все отцовские владения под своей единоличной властью. В своем завещании, составленном 16 декабря 1595 года, он передал Олавское княжество своей жене в качестве вдовьего удела.
Иоахим Фридрих умер 25 марта 1602 года. Анна Мария стала регентом при двух своих сыновьях, Иоганне Кристиане и Георге Рудольфе, которые в то время были несовершеннолетними.
Анна Мария умерла всего через три года после смерти своего мужа. Поскольку её сыновья были ещё несовершеннолетними, регентство перешло к её золовке Елизавете Магдалене Бжегской и её мужу Карлу II, князю Олесницкому до 1609 года, когда старший из сыновей Иоганн Кристиан достиг совершеннолетия и принял на себя управление княжеством.

## Брак и дети
19 мая 1577 года в Бжеге Анна Мария Ангальская вышла замуж за князя Иоахима Фридриха Бжегского (29 сентября 1550 — 25 марта 1602), старшего сына князя Георга II Бжегского. Они имели в браке шесть детей:
- Георг Эрнст (29 августа 1589, Олава — 6 ноября 1589, Олава)
- Иоганн Кристиан (28 августа 1591, Олава — 25 декабря 1639, Оструда), князь Легницкий (1602—1612), Волувский (1602—1612), Бжегский (1602—1633) и Олавский (1605—1633)
- Барбара Агнесса (24 февраля 1593, Олава — 24 июля 1631), вышла замуж 18 октября 1620 года за Ганса Ульриха фон Шаффгоча, барона Жмигрудского (1595—1635)
- Георг Рудольф (12 января 1595, Олава — 14 января 1653, Варшава), князь Бжегский (1602—1612) и Легницкий (1602—1653)
- Анна Мария (после 16 декабря 1596, Бжег — до 25 марта 1602, Бжег)
- Мария София (26 апреля 1601, Бжег — 26 октября 1654, Проховице).